# 大澤寛之
大澤 寛之（おおさわ ひろゆき、1983年2月1日 - ）は、地方競馬の高崎競馬場赤間亨厩舎所属の元騎手である。勝負服の柄は胴青・黄色菱山形、袖赤。群馬県出身。地方競馬教養センター長期騎手課程第75期生。

## 来歴
元々高崎競馬場の厩舎育ちだったが、2002年4月1日付けで騎手免許を取得し、大井競馬の高柳恒男厩舎から騎手デビュー。2002年4月8日大井競馬第4競走C3八組九組条件戦7番人気ホワイテスビアンカで初騎乗（12頭立て10着）。同年7月2日大井競馬第5競走C3八組九組条件戦をデビュー戦と同じホワイテスビアンカ（9番人気）で勝利し、61戦目で初勝利をあげる。
2003年3月3日付けで地元高崎競馬加藤和宏厩舎に移籍した。
2004年12月31日高崎競馬が廃止されたことに伴い、他場に移籍することなく引退となった。
引退後は乗馬のインストラクターなどをやっていて、その後シンガポールで厩舎関連の仕事をするなどという話があったようだが、詳細は不明。